# جوناثان بيبي
جوناثان بيبي (بالفرنسية: Jonathan Bibi)‏ هو لاعب كرة قدم سيشلي، ولد في 28 يوليو 1984. شارك مع منتخب سيشل لكرة القدم. أما مع النوادي، فقد لعب مع نادي سانت لويس صنز يونايتد.

## وصلات خارجية
- جوناثان بيبي على موقع الاتحاد الدولي (مؤرشف)  (الإنجليزية)
- جوناثان بيبي على موقع قاعدة بيانات كرة القدم.إي يو (الإنجليزية)
- جوناثان بيبي على موقع ناشيونال فوتبول تيمز (الإنجليزية)
- جوناثان بيبي على موقع Soccerway.com (الإنجليزية)
- جوناثان بيبي على موقع عالم كرة القدم.نت (الإنجليزية)